# São João da Boa Vista (ort)
São João da Boa Vista är en ort i Brasilien.   Den ligger i kommunen São João da Boa Vista och delstaten São Paulo, i den sydöstra delen av landet, 700 km söder om huvudstaden Brasília. São João da Boa Vista ligger 774 meter över havet och antalet invånare är 76 540.
Terrängen runt São João da Boa Vista är platt åt sydväst, men åt nordost är den kuperad. Terrängen runt São João da Boa Vista sluttar västerut. São João da Boa Vista är det största samhället i trakten.
Omgivningarna runt São João da Boa Vista är en mosaik av jordbruksmark och naturlig växtlighet. Runt São João da Boa Vista är det ganska tätbefolkat, med 149 invånare per kvadratkilometer.